# 藤原国通
藤原 国通（ふじわら の くにみち）は、鎌倉時代前期の公卿。

## 略歴
中御門流藤原氏の支流・権大納言泰通の次男。寿永2年（1183年）に叙爵を受け、翌年侍従に任官。以後は国司を兼ねつつ、建仁元年（1201年）には右近衛少将、元久3年（1206年）には正四位下に進み、翌年には左近衛中将となった。国通は妻に鎌倉幕府初代執権・北条時政の娘を迎えており、京都・鎌倉間を往来するなど武家方とは親密な関係にあった。建保2年（1214年）に蔵人頭を兼ねて頭中将となり、建保6年（1218年）には参議となって公卿に列した。翌年、従三位に叙され、鎌倉の鶴岡八幡宮で行われた源実朝の右大臣拝賀式に坊門忠信・西園寺実氏・平光盛・難波宗長とともに公卿として列参し、そこで実朝暗殺事件に遭遇している。
承久の乱の明けた承久3年（1221年）12月、後堀河天皇の即位の礼において左侍従を務める。貞応元年（1222年）、火災で自邸の楊梅坊城第が全焼し、家記数百巻を焼失する。同年、正三位。嘉禄元年（1225年）、幕府の推挙を得て権中納言に昇進。安貞2年（1228年）に従二位となり、寛喜3年（1231年）には正官に転じたが、翌年一条実有に譲って官を辞し、同年出家。正元元年（1259年）に84歳で薨去した。

## 人物・逸話
- 50歳前後のころには持病があり、元仁元年（1224年）冬には出仕も止んでいた。その翌年と翌々年には悪化して大病を患ったが、いずれも一命をとりとめている[24][25]。
- 当時の朝廷にあって、滋野井実宣と並んで北条時政の娘[注 3]を妻に迎えており、元久2年（1205年）の牧氏の変で時政と共に伊豆国に流された妻の母牧の方は建保3年（1215年）の時政の死後、京都の娘夫妻の元に身を寄せ、贅沢に暮らしていたという。嘉禄3年（1227年）には牧の方によって国通の有栖川亭で時政の十三回忌が盛大に執り行われている。また国通は寛元2年（1244年）には北条泰時の孫娘の富士姫君を猶子に迎えている[13]。藤原定家は両者の婚姻を用いた栄達に否定的な見解を示しつつ、家勢のためにもその姿勢を見習おうとしている[14]。自らも嫡男為家の妻に北条氏の血を引く娘[注 5]を迎えた定家とは交流があり、嘉禄元年（1225年）に妻が伊豆に帰ったきり帰京しないことについて相談を持ち掛けている[27]。
- 知恩院が所蔵する木像善導大師立像は、善導を信仰した国通が造立したものである。像は国通が嘉禄元年（1225年）に西岡に建立した持仏堂（のち報恩寺）に納められ、善峯寺を経て室町時代前期に知恩院に移されたもので、鎌倉時代の彫刻の代表作として重要文化財に指定されている[27][28]。

## 官歴
※脚注のない項目はいずれも『公卿補任』建保六年条による。
- 寿永2年（1183年）1月5日：従五位下
- 建久5年（1194年）1月30日：侍従
- 建久6年（1195年）：従五位上
- 建久9年（1198年）：兼阿波介
- 正治3年（1201年）：正五位下、建仁元年12月22日：右近衛少将
- 建仁2年（1202年）2月21日：備中権介、11月19日：従四位下
- 元久2年（1205年）1月5日：従四位上
- 元久3年（1206年）1月13日：正四位下
- 建永2年（1207年）1月13日：美濃介、左近衛中将
- 承元4年（1210年）9月30日：服解
- 建暦元年（1211年）閏1月：復任
- 建保2年（1214年）1月13日：蔵人頭
- 建保6年（1218年）1月13日：参議、左近衛中将如元
- 建保7年（1219年）1月5日：従三位、1月22日：美濃権守、承久元年12月24日：服解[15]
- 承久2年（1220年）：復任[29]
- 承久3年（1221年）11月16日：見長門守[30]
- 貞応元年（1222年）8月16日：正三位[19]
- 元仁2年（1225年）1月23日：播磨権守[31]、嘉禄元年7月6日：権中納言[32]
- 安貞2年（1228年）2月7日：従二位[20]
- 寛喜3年（1231年）4月26日：中納言[21]
- 寛喜4年（1232年）1月30日：辞官[22]、8月26日：出家[23]

## 系譜
- 父：藤原泰通（1147-1210）
- 母：高倉院新中納言 - 藤原教良（藤原忠教の子）の娘
- 妻：北条時政の娘
- 生母不明の子女
  - 男子：道寛
  - 女子：花山院通雅室
- 猶子
  - 女子：富士姫君